# Kentropyx viridistriga
Espèce
Synonymes
- Centropyx viridistriga Boulenger, 1894

Statut de conservation UICN

 LC  : Préoccupation mineure
Kentropyx viridistriga est une espèce de sauriens de la famille des Teiidae.

## Répartition
Cette espèce se rencontre :
- au Paraguay ;
- en Bolivie dans le Santa Cruz ;
- en Argentine dans les provinces de Corrientes et du Chaco ;
- au Brésil dans l'État du Mato Grosso.

## Publication originale
- Boulenger 1894 : List of reptiles and batachians collected by Dr. T. Bohls near Asuncion, Paraguay. Annals and magazine of natural history, ser. 6, vol. 13, p. 342-348 (texte intégral).